# Carl Burckhardt
Carl Jacob Burckhardt (Basilea, 10 settembre 1891 – Vinzel, 3 marzo 1974) è stato un diplomatico svizzero.

## Biografia
Entrò in diplomazia nel 1918 come addetto alla legazione di Vienna. Alternò la carriera diplomatica agli studi storici, fino a che nel 1937 l'ottima considerazione ottenuta in campo internazionale lo portò alla nomina come Alto Commissario della Società delle Nazioni per la Città Libera di Danzica. Fu uno dei protagonisti della grave crisi del 1939, che contrappose tedeschi e polacchi, cercando in tutti i modi di scongiurare la guerra. L'11 agosto 1939 si recò personalmente, accompagnato da Albert Forster, Gauleiter di Danzica, al Berghof, nel nido d'aquila di Hitler, per cercare di salvare la pace, ma tutto quello che ottenne fu un'anticipazione sull'aggressione che la Germania avrebbe inferto alla Polonia solo venti giorni dopo.
Lo scoppio della seconda guerra mondiale costrinse Burckhardt a dare le dimissioni nel dicembre 1939. Nel dopoguerra è stato ambasciatore svizzero in Francia e presidente del Comitato Internazionale della Croce Rossa. Si è dedicato anche all'insegnamento universitario e tra le sue pubblicazioni la biografia del cardinal Richelieu, tradotta e più volte ristampata anche in italiano, rimane il suo lavoro notoriamente più significativo.